# Embalse Agua del Toro
Agua del Toro es el nombre de una presa de embalse con fines de aprovechamiento hidroeléctrico, riego y control de crecidas ubicada sobre el río Diamante, en la provincia de Mendoza, Argentina. Se encuentra a 84 km al oeste de San Rafael, aguas arriba de otras presas de embalse como Los Reyunos y El Tigre.

## Presa
La presa es una bóveda simétrica de doble curvatura, y es la más alta de Argentina con 118,5 m de alto. Se encuentra ubicada en el río Diamante, en la provincia de Mendoza, y su construcción se llevó a cabo entre 1966 y 1974.
El cierre se ubica sobre la formación rocosa llamada del Imperial, constituida por areniscas, areniscas cuarzosas y limolitas en su mayor parte metamorfizadas. Durante la construcción se encontraron en la zona del cierre tres fallas de importancia, lo que produjo retrasos en la construcción mientras se realizaron los correspondiente tratamientos.
El hormigón utilizado para la presa contiene 270 kg de cemento por m3, apto para soportar las compresiones máximas de 40 kg/cm2 en los empotramientos y 68kg/cm2 en la clave para las combinaciones de carga más desfavorables. Se utilizó cemento ferro puzolánico debido a la alta agresividad de las aguas del río.
El cuerpo del dique está dividido en 27 dovelas mediante juntas radiales. La superficie efectiva de las juntas la forman acanaladuras en el sentido vertical. Después del hormigonado de la bóveda y de la retracción del hormigón, se llenaron las juntas mediante inyecciones de lechada de cemento.

## Embalse

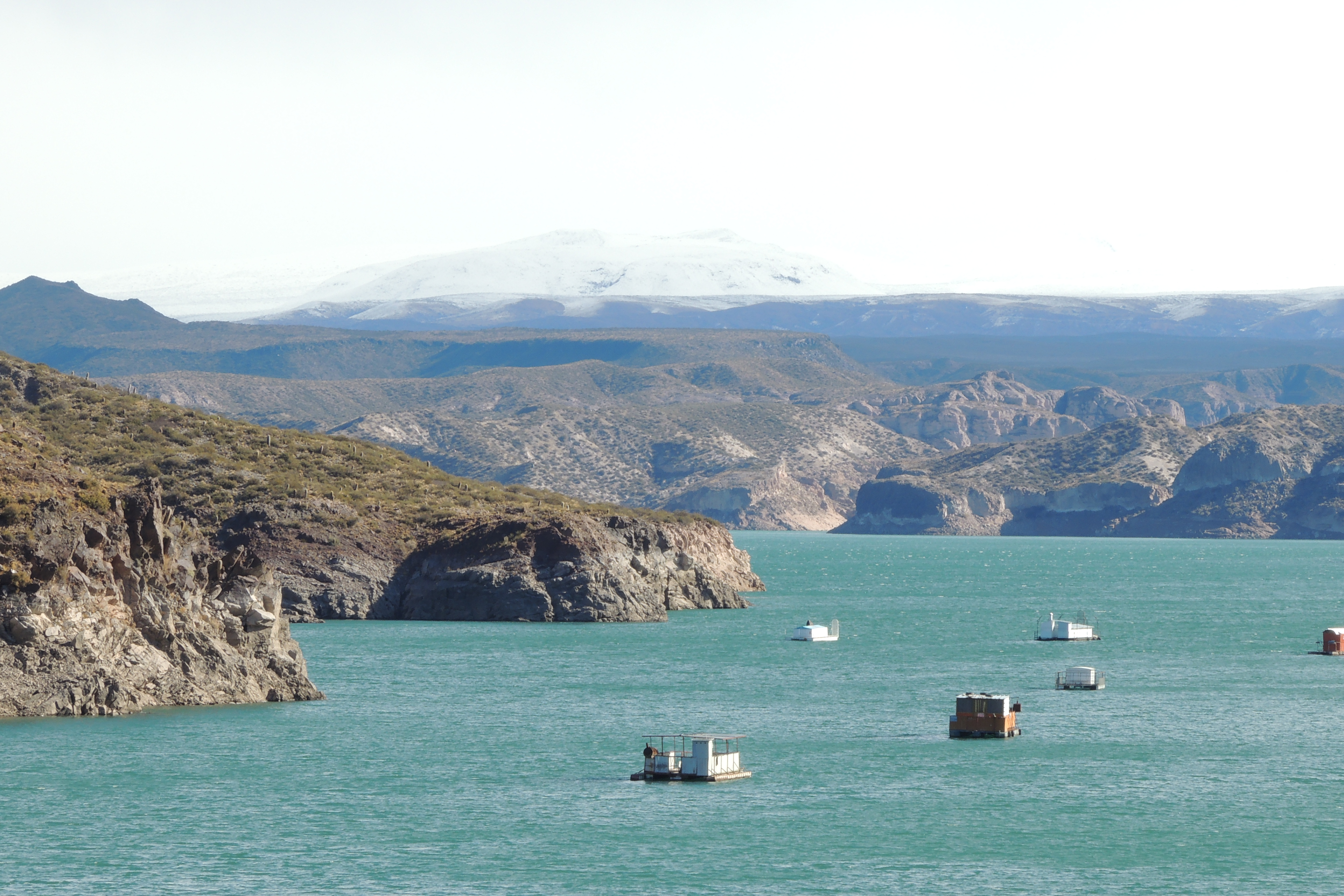
Embalse Agua del Toro y la Cordillera de Los Andes de fondo.

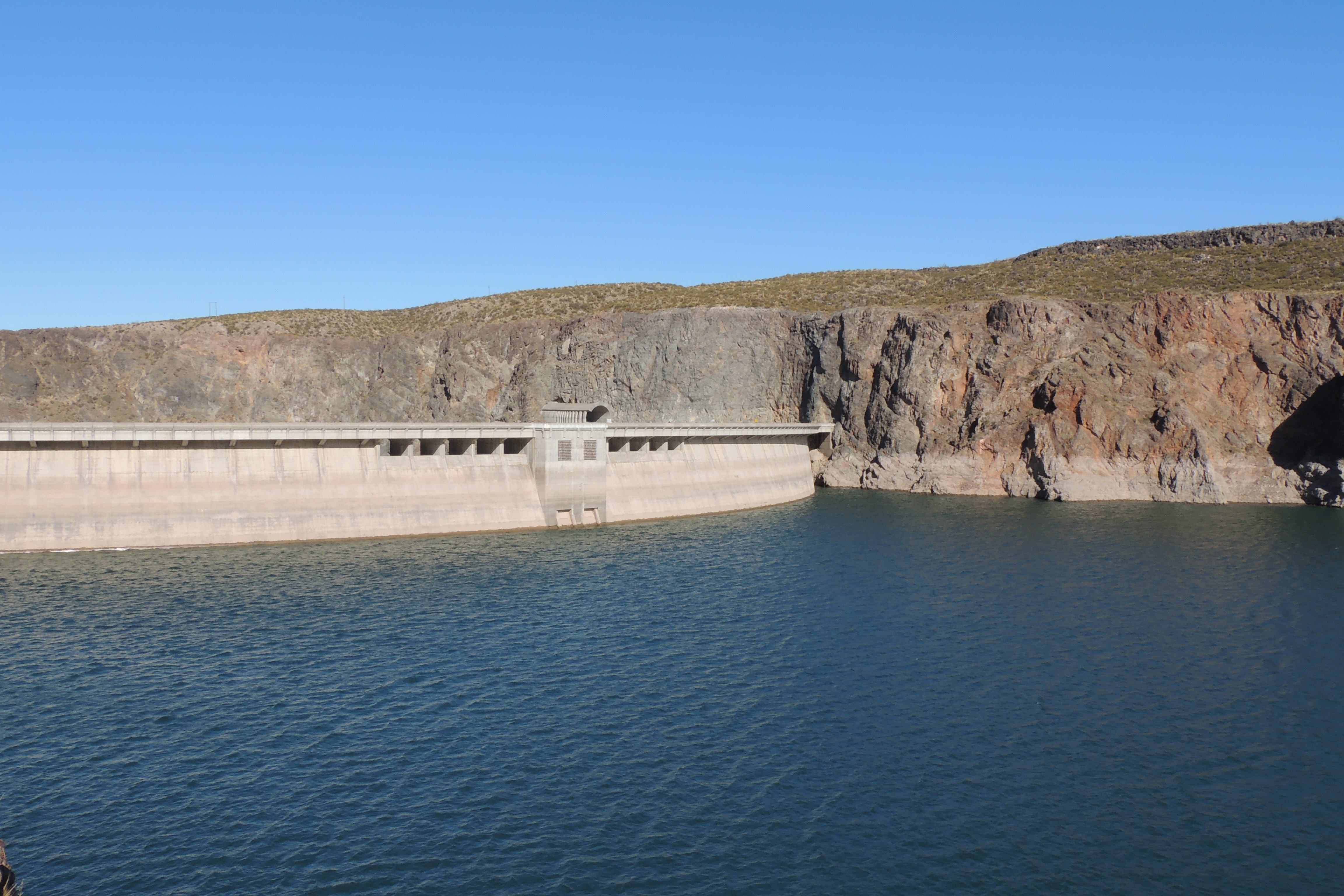
Muralla de contención del embalse Agua del Toro (antigua traza de la ruta 40).

El río Diamante, como otros ríos de la provincia de Mendoza, es de características netamente cordilleranas de régimen nival, poco caudaloso pero tormentoso.  Su caudal medio es de aproximadamente 36 m³/s, y tiene sus máximas crecidas en primavera. El clima de la zona es árido y templado, pero presenta temperaturas extremas muy variables debido a la sequedad. Las lluvias promedio anuales son de aproximadamente 200 mm.
El embalse resultante es un atractivo turístico relativamente poco explotado, sobre todo como destino de pescadores de pejerrey. Es el segundo embalse más grande de la provincia de Mendoza. El embalse también cumple funciones de regulación de las aguas del río Diamante, junto con los demás embalses del río, permitiendo el riego de 90 000 ha aguas abajo y protegiendo a poblaciones costeras de posibles daños por crecidas. El volumen del embalse a nivel máximo normal es de 296,42 hm3, y tiene una superficies de 1085 hectáreas.
El funcionamiento del embalse puede ser perjudicado y comprometido por los fenómenos de depósito y sedimentación del material sólido transportado por las aguas del río, que alcanza valores importantes. Por este motivo la presa cuenta con ocho conductos de 0,50 m de diámetro y dos conductos en el descargador de fondo, de igual diámetro, para evacuar aquella parte del transporte sólido en suspensión que consigan atravesar las zonas naturales de deposición y lleguen al dique.

## Estructuras secundarias

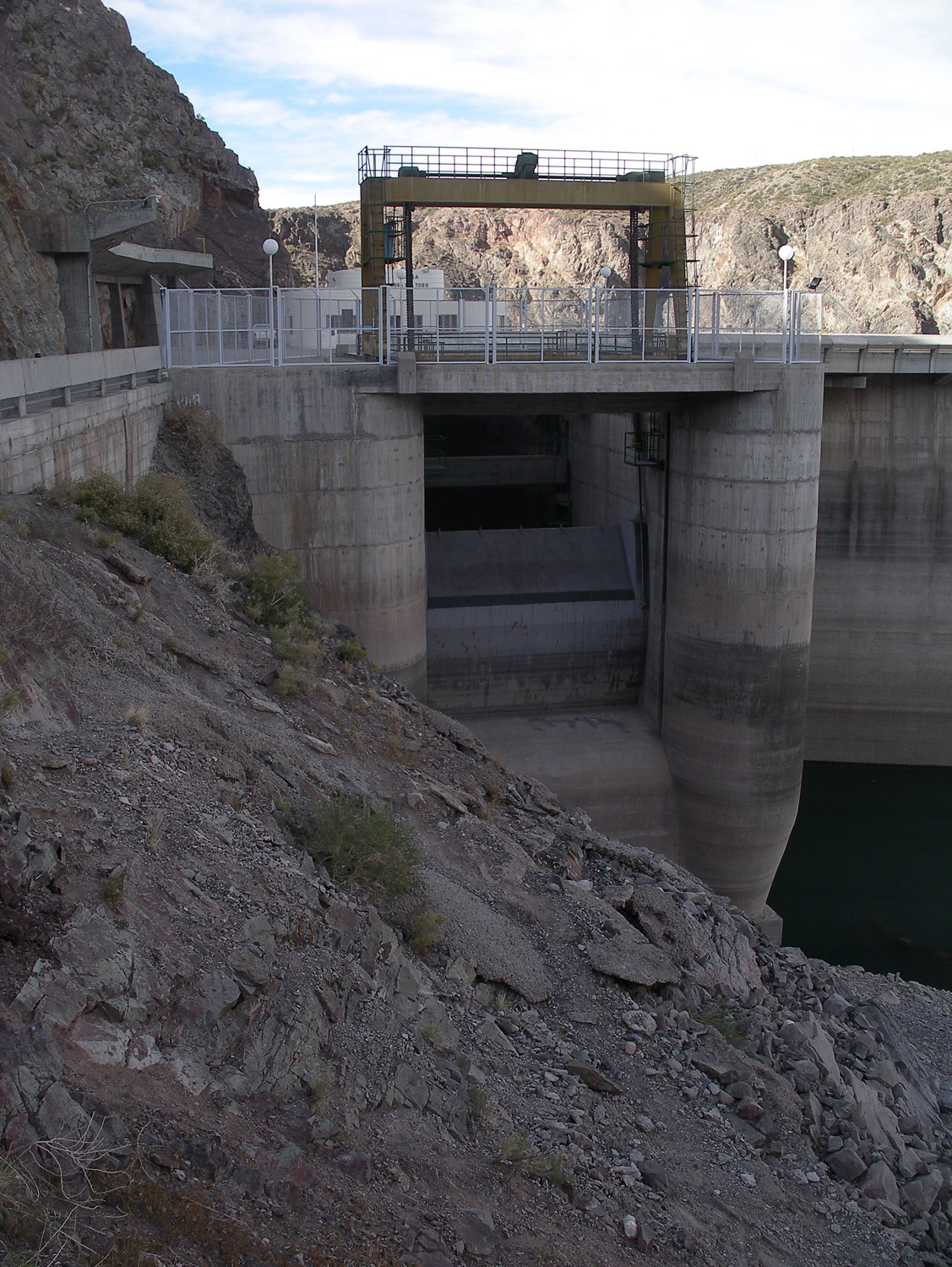
Aducción al vertedero de la presa Agua del Toro.

El vertedero es de tipo con compuerta, y se encuentra ubicado sobre margen izquierda. 
Consta de una embocadura con umbral a cota 1332,00 m s. n. m. unida a un canal de descarga a pelo libre, en galería, completamente revestido en hormigón. Una compuerta automática de sector permite variar la carga sobre el umbral hasta una cota de 1338,5 m s. n. m. La capacidad de descarga para el nivel máximo normal es de 248 m³/s, y para la máxima crecida extraordinaria llega a erogar 585 m³/s.
Aprovechando el salto nominal de 101,46 m creado por la presa, a 4 km de ésta y luego de una conducción por la cuerda del gran arco que forma el río Diamante en su recorrido, se ubica la Central Agua del Toro. Sus elementos principales son: una toma y pozo de compuertas; 4246,35 m de galería de presión de 6,5 m de diámetro y pendiente del 2,25 %; chimenea de equilibrio; 327,1 m de conducción forzada; casa de máquinas; canal de descarga y un parque de interconexión a 220 kV. La central tiene una potencia instalada de 150 MW y consta de dos turbinas tipo Francis con generadores trifásicos de 75MW de potencia unitaria.
Dos conductos atraviesan la bóveda, con válvulas de regulación Howell-Bunger de 1,7 m de diámetro que permiten erogar caudales de 95 a 139 m3/s.